# Associação Universal de Esperanto
Associação Universal de Esperanto (ou Associação Mundial de Esperanto), UEA, em Esperanto Universala Esperanto-Asocio - UEA, fundada em 1908, é a maior organização internacional de falantes daquela língua, com membros em 120 países (segundo seu anuário de 2008) e relações oficiais com as Nações Unidas e a Unesco. Além dos cerca de seis mil sócios individuais, as 67 seções nacionais filiadas à UEA contribuem com 12 mil sócios. O atual presidente para o período 2016-2019 é o professor universitário canadense Mark Fettes. 

## Escritórios
A UEA tem seu escritório central em Roterdã, Países Baixos, sede também da seção juvenil, TEJO. Além disso há o escritório de Nova Iorque na sede das Nações Unidas desde 1977 e um escritório na África desde 2001, em Lokossa (no Benim).

## Seção Juvenil
A TEJO (Tutmonda Esperantista Junulara Organizo, Organização Mundial Juvenil Esperantista) é a seção juvenil da UEA, com estrutura e diretoria próprias. A exemplo dos Congresso Universais anuais da UEA, a TEJO organiza os Congressos Internacionais da Juventude, a cada ano em um país. São festivais de uma semana com concertos, palestras, excursões e lazer que atraem jovens do mundo todo.

## Atividades
A Associação Universal de Esperanto busca, de acordo com seu estatuto de 1980, difundir o uso do Esperanto, atuar para a solução do problema linguístico nas relações internacionais, facilitar as relações materiais e culturais entre as pessoas e "cultivar entre seus sócios um sentimento sólido de solidariedade, desenvolvendo entre eles a compreensão e a simpatia por outros povos".
Os principais trabalhos permanentes da UEA são:
- todo ano a UEA organiza em um país diferente o Congresso Universal de Esperanto (UK), com duração de uma semana, dos quais participam normalmente entre 1500 e 3000 pessoas. Em 2008 o Congresso aconteceu em Roterdã, comemorando o centenário de fundação da Associação.
- a UEA é uma editora e tem o maior serviço de livraria em Esperanto no mundo, com mais de quatro mil livros e demais itens.
- a Biblioteca Hector Hodler é uma das maiores bibliotecas em Esperanto do mundo.
- a UEA mantém também uma rede de delegados no mundo inteiro, que prestam informações sobre suas localidades ou área profissional.
- a UEA anualmente organiza seu Concurso de Belas-Artes, com diversas categorias.